# Guzmán
Guzmán é uma entidade local menor do município de Pedrosa de Duero, província de Burgos, na comunidade autônoma de Castela e Leão.